# بريان يونغ (لاعب هوكي الجليد)
بريان يونغ (هانغل: 브라이언 영) هو لاعب هوكي الجليد كوري جنوبي وكندي، ولد في 6 أغسطس 1986 في سميث إنيسمور ليكفيلد في كندا.

## وصلات خارجية
- بريان يونغ على موقع دوري الهوكي الوطني (الإنجليزية)
- بريان يونغ على موقع قاعة مشاهير الهوكي (لاعب أن.إتش.أل) (الإنجليزية)
- بريان يونغ على موقع EliteProspects.com (الإنجليزية)
- بريان يونغ على موقع Eurohockey.com (الإنجليزية)
- بريان يونغ على موقع HockeyDB.com (الإنجليزية)
- بريان يونغ على موقع Hockey-Reference.com (الإنجليزية)
- بريان يونغ على موقع أوليمبيديا (الإنجليزية)